# Чан, Маргарет
Маргарет Чан (англ. Margaret Chan, кит. трад. 陳馮富珍, упр. 陈冯富珍, пиньинь Chén-Féng Fùzhēn, палл. Чэнь-Фэн Фучжэнь; род. 21 августа 1947) — генеральный директор Всемирной организации здравоохранения (2006—2017).

## Биография
Фэн Фучжэнь родилась в 1947 году в Гонконге; её предки происходят из уезда Шуньдэ провинции Гуандун. После выхода замуж за Чэнь Чжисюна добавила его фамилию к своей, и с той поры известна как Чэнь-Фэн Фучжэнь.
Получила диплом врача в Университете Западного Онтарио, Канада. В 1978 году начала работать в Министерстве здравоохранения Гонконга.
В 1994 году назначена Министром здравоохранения Гонконга. За время своего девятилетнего пребывания на этом посту создала ряд новых служб по профилактике распространения болезней и укреплению здоровья. Чан также провела новые инициативы в области улучшения эпиднадзора за инфекционными болезнями и ответных действий, усиления подготовки специалистов общественного здравоохранения и налаживания более тесного сотрудничества на местном и международном уровне. Организовала эффективную борьбу со вспышками птичьего гриппа и тяжелого острого респираторного синдрома.
В 2003 году начала свою работу в ВОЗ в качестве Директора Департамента по охране окружающей человека среды. В июне 2005 года назначена Директором Департамента по эпиднадзору за инфекционными болезнями и ответным действиям, а также Представителем Генерального директора по пандемическому гриппу. В сентябре 2005 года стала Помощником Генерального директора по кластеру инфекционных болезней.
9 ноября 2006 года избрана на пост Генерального директора. Её полномочия истекли в июне 2012 года. На 65-й сессии Всемирной ассамблее здравоохранения в мае 2012 года избрана Генеральным директором ВОЗ на второй срок, который завершился в 2017 году.

## Награды
- Офицер ордена Британской империи.
- Орден «За здоровое поколение» I степени (24 ноября 2011 года, Узбекистан) — за выдающиеся заслуги в организации деятельности ВОЗ в сфере здравоохранения и развития первичной медико-санитарной помощи, реализации Глобальной стратегии охраны здоровья женщин и детей[1].